# Bergstraße 26 (Ennepetal)

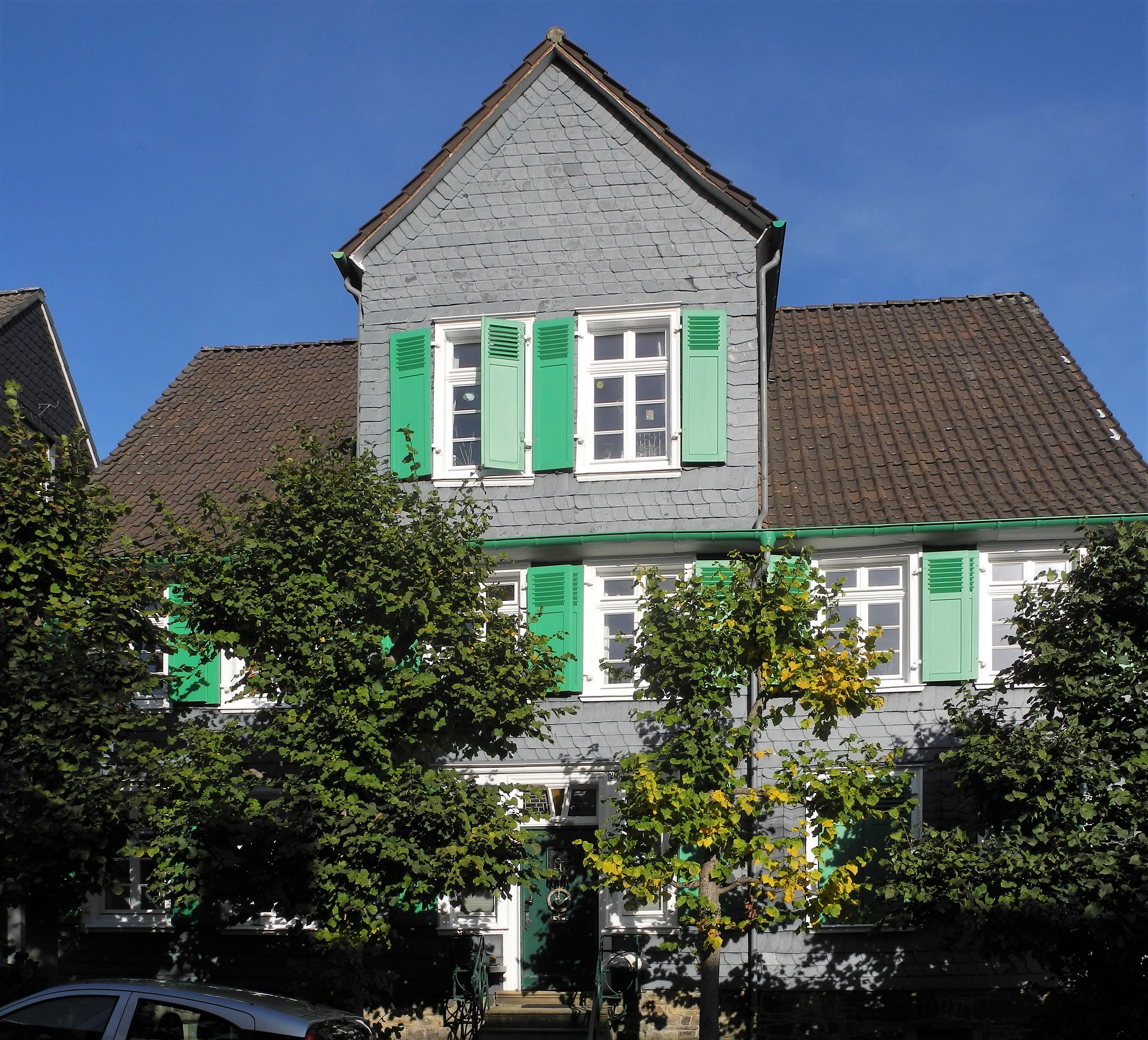
Im Sommerhalbjahr hinter Bäumen großteils versteckt

Das Wohnhaus Bergstraße 26 im Ennepetaler Ortsteil Voerde ist ein denkmalgeschütztes spätklassizistisches Bürgerhaus des 19. Jahrhunderts.

## Beschreibung
Das zweigeschossige Fachwerkhaus ist mit Schiefer gedeckt und besitzt sechs Achsen mit Sprossenfenstern und grünen Schlagläden. Ein mittiger Hauseingang mit Dielenfenstern zu beiden Seiten, schlichter Haustür und einem Oberlicht in Laternenfassung befindet sich in einem Mittelgiebel mit zwei Fensterachsen. Zu dem Hauseingang führt eine Natursteintreppe mit Eisengeländer, in der Sitzbänke eingearbeitet sind. 
Das Haus ist Bestandteil eines Häuserensembles gleichartiger Bauweise in der Bergstraße und aufgrund seiner ortsgeschichtlichen Bedeutung und seines Erhaltungszustands exemplarisch unter Denkmalschutz gestellt.